# 1938年のメジャーリーグベースボール
以下は、メジャーリーグベースボール（MLB）における1938年のできごとを記す。
1938年4月18日に開幕し10月9日に全日程を終え、ナショナルリーグはシカゴ・カブスが3年ぶり15度目のリーグ優勝で、アメリカンリーグはニューヨーク・ヤンキースが3年連続10度目のリーグ優勝を飾った。
ワールドシリーズはニューヨーク・ヤンキースがシカゴ・カブスを4勝0敗で破り7度目のシリーズ制覇となった。
1937年のメジャーリーグベースボール - 1938年のメジャーリーグベースボール - 1939年のメジャーリーグベースボール

## できごと
アメリカンリーグのヤンキースは、ルー・ゲーリッグ一塁手はレギュラー入りした1925年に打率.295で翌1926年から1937年まで12年連続3割を打っていたのがこの年に打率.295・本塁打29本・安打170本と不調であったが、ジョー・ディマジオ外野手が打率.324で主軸打者として活躍し、これにフランキー・クロセッティ遊撃手、レッド・ロルフ三塁手、ジョージ・セルカーク外野手、トミー・ヘンリック外野手、ビル・ディッキー捕手とともに新人ジョー・ゴードン二塁手が加わり、ゴードンが本塁打25本・打点97、ヘンリックが本塁打22本を打って、ゲーリッグの不調をカバーした。投手陣はレフティ・ゴメス(18勝)、レッド・ラフィング(21勝)の左右のエースが好調で、これにモンテ・ピアソンがいてヤンキースがリーグ3連覇した。
ナショナルリーグはピッツバーグ・パイレーツと競り合っていたシカゴ・カブスが、終盤の直接対決で同点でこの年の途中から選手兼任で監督を務めていたギャビー・ハートネットが9回裏2死から夕闇迫るレフトスタンドに後に「黄昏のホームラン」と呼ばれるサヨナラホームランを打ち、カブスが優勝した。投手陣にビル・リー(20勝で最多勝、最優秀防御率2.66) 、クレイ・ブライアント (最多奪三振135)がいて、打者はスタン・ハックとレイノルズがいた。
しかしワールドシリーズはヤンキースの一方的な展開でレッド・ラフィングが2試合登板で完投勝利(2勝)し、ピアソンも完投で1勝し4連勝であっさりと勝ち上がった。
- アーニー・ロンバルディ
  - シンシナティ・レッズの アーニー・ロンバルディ捕手が打率.342で首位打者となりリーグMVPにも選ばれた。1931年にパシフィックコーストリーグのオークランドからブルックリン・ロビンズに入団しメジャーデビューして73試合に出場したがすぐにシンシナティ･レッズにトレードされ、1932年に打率.303・本塁打11本、1935年に打率.343でリーグMVPの候補にもなっていた。鈍足だが無類の強肩でもあり、座ったままホームから二塁に送球することもあった。この年に同僚のジョニー・ヴァンダー・ミーア投手とのバッテリーで2試合連続ノーヒットノーランも成し遂げている。
- ジミー・フォックス
  - ボストン・レッドソックスのジミー・フォックスは打率.349・打点175で首位打者・打点王を獲得した。フィラデルフィア・アスレチックス時代の1932年は本塁打王（58本）・打点王、1933年には首位打者・本塁打王・打点王の三冠を達成していたが、やがてトレードでボストンに移籍し、この年が首位打者で翌1939年に本塁打王（35本）を取り、これが最後のタイトルとなった。
- ハンク・グリーンバーグ
  - デトロイト・タイガースの ハンク・グリーンバーグ は本塁打58本を打ち、2回目の本塁打王となった。グリーンバーグが58本打った時にはまだ残り試合が5試合もあり、新記録達成の期待もあったが、1試合4四球に悩まされて、最後の試合では6回日没で打ち切られるなど不運が重なり、60本の大台には乗れなかった。この後、1940年に本塁打王（41本）となり、1942年にアメリカが参戦するとともに兵役について航空隊に所属し、終戦で帰国後の1946年に4回目の本塁打王（44本）を獲得している。

### 二試合連続ノーヒットノーラン
この年6月11日、 シンシナティ・レッズの左腕ジョニー・ヴァンダー・ミーア投手は、地元クロスリー・フィールドでのボストン・ビーズ（後のブレーブス）戦でノーヒットノーランで3-0で勝利を収めた。4日後の6月15日にブルックリンのエベッツ・フィールドでのブルックリン・ドジャース戦で再びノーヒットノーランで6-0で勝利投手となった。この日はブルックリンの本拠地エベッツ・フィールドの初ナイターの日であった。11日のボストン・ビーズ戦は与四球3・奪三振4で、15日のブルックリン・ドジャース戦は与四球8・奪三振7で、二試合目の9回裏2アウトから打席に立ったのは、後に監督になったレオ・ドローチャーでセンターフライに終わった。この二試合連続ノーヒッターは史上初であるとともに現在では達成が不可能とされている。

## 最終成績

### レギュラーシーズン
| 順 | チーム                           | 勝利 | 敗戦 | 勝率 | G差  |
| -- | -------------------------------- | ---- | ---- | ---- | ---- |
| 1  | ニューヨーク・ヤンキース         | 99   | 53   | .651 | --   |
| 2  | ボストン・レッドソックス         | 88   | 61   | .591 | 9.5  |
| 3  | クリーブランド・インディアンス   | 86   | 66   | .566 | 13.0 |
| 4  | デトロイト・タイガース           | 84   | 70   | .545 | 16.0 |
| 5  | ワシントン・セネタース           | 75   | 76   | .497 | 23.5 |
| 6  | シカゴ・ホワイトソックス         | 65   | 83   | .439 | 32.0 |
| 7  | セントルイス・ブラウンズ         | 55   | 97   | .362 | 44.0 |
| 8  | フィラデルフィア・アスレチックス | 53   | 99   | .349 | 46.0 |

| 順 | チーム                       | 勝利 | 敗戦 | 勝率 | G差  |
| -- | ---------------------------- | ---- | ---- | ---- | ---- |
| 1  | シカゴ・カブス               | 89   | 63   | .586 | --   |
| 2  | ピッツバーグ・パイレーツ     | 86   | 64   | .573 | 2.0  |
| 3  | ニューヨーク・ジャイアンツ   | 83   | 67   | .553 | 5.0  |
| 4  | シンシナティ・レッズ         | 82   | 68   | .547 | 6.0  |
| 5  | ボストン・ビーズ             | 77   | 75   | .507 | 12.0 |
| 6  | セントルイス・カージナルス   | 71   | 80   | .470 | 17.5 |
| 7  | ブルックリン・ドジャース     | 69   | 80   | .463 | 18.5 |
| 8  | フィラデルフィア・フィリーズ | 45   | 105  | .300 | 43.0 |

### オールスターゲーム
- アメリカンリーグ 1 - 4 ナショナルリーグ

### ワールドシリーズ
- カブス 0 - 4 ヤンキース

| 10/5 – | ヤンキース | 3 | - | 1 |  | カブス     |
| 10/6 – | ヤンキース | 6 | - | 3 |  | カブス     |
| 10/8 – | カブス     | 2 | - | 5 |  | ヤンキース |
| 10/9 – | カブス     | 3 | - | 8 |  | ヤンキース |

## 個人タイトル

### アメリカンリーグ
| 項目   | 選手                           | 記録 |
| ------ | ------------------------------ | ---- |
| 打率   | ジミー・フォックス (BOS)       | .349 |
| 本塁打 | ハンク・グリーンバーグ (DET)   | 58   |
| 打点   | ジミー・フォックス (BOS)       | 175  |
| 得点   | ハンク・グリーンバーグ (DET)   | 144  |
| 安打   | ジョー・ボスミック (BOS)       | 201  |
| 盗塁   | フランキー・クロセッティ (NYY) | 27   |

| 項目   | 選手                       | 記録 |
| ------ | -------------------------- | ---- |
| 勝利   | レッド・ラフィング (NYY)   | 21   |
| 敗戦   | ジョージ・キャスター (PHA) | 20   |
| 防御率 | レフティ・グローブ (BOS)   | 3.08 |
| 奪三振 | ボブ・フェラー (CLE)       | 240  |
| 投球回 | ボボ・ニューサム (SLA)     | 329⅔ |
| セーブ | ジョニー・マーフィー (NYY) | 11   |

### ナショナルリーグ
| 項目   | 選手                         | 記録 |
| ------ | ---------------------------- | ---- |
| 打率   | アーニー・ロンバルディ (CIN) | .342 |
| 本塁打 | メル・オット (NYG)           | 36   |
| 打点   | ジョー・メドウィック (STL)   | 122  |
| 得点   | メル・オット (NYG)           | 116  |
| 安打   | フランク・マコーミック (CIN) | 209  |
| 盗塁   | スタン・ハック (CHC)         | 16   |

| 項目   | 選手                       | 記録 |
| ------ | -------------------------- | ---- |
| 勝利   | ビル・リー (CHC)           | 22   |
| 敗戦   | ヒュー・マルケイヒー (PHI) | 20   |
| 防御率 | ビル・リー (CHC)           | 2.66 |
| 奪三振 | クレイ・ブライアント (CHC) | 135  |
| 投球回 | ポール・デリンジャー (CIN) | 307  |
| セーブ | ディック・コフマン (NYG)   | 12   |

## 表彰

### シーズンMVP
- アメリカンリーグ ： ジミー・フォックス （BOS）
- ナショナルリーグ ： アーニー・ロンバルディ （CIN）

### アメリカ野球殿堂入り表彰者
BBWAA投票
- ピート・アレクサンダー

ベテランズ委員会選出
- アレクサンダー・カートライト (発展貢献者)
- ヘンリー・チャドウィック (発展貢献者)